# Lauro Maia
Lauro Augusto do Prado Maia, ou apenas Lauro Maia, (Aracaju, 26 de maio de 1934 – local não informado, 30 de agosto de 1991) foi um médico e político brasileiro, outrora deputado federal por Sergipe.

## Dados biográficos
Filho de Helvécio de Brito Maia e Lisete do Prado Maia. Médico formado na Universidade Federal de Sergipe em 1967, com especialização em Otorrinolaringologia. Dedicado às suas atividades profissionais, recusou um convite do MDB para disputar a eleição para senador em 1974, pleito vencido pelo oposicionista Gilvan Rocha. Passou a trabalhar junto ao Instituto Nacional de Previdência Social (INPS) em 1968, tornando-se professor da Fundação do Ensino Médico de Sergipe. Assumiu a coordenadoria regional de Controle e Avaliação do Instituto Nacional de Assistência Médica da Previdência Social (INAMPS) em setembro de 1985, renunciando ao cargo para disputar um mandato de deputado federal via PFL em 1986, figurando na primeira suplência.
Assumiu como secretário de Saúde no final do governo João Alves Filho e durante o governo Antônio Carlos Valadares foi secretário especial de Ação Comunitária e presidente do Conselho da Fundação de Desenvolvimento do Estado de Sergipe, tornando-se auditor-médico do INAMPS ainda em 1987. Derrotado na eleição para prefeito de Aracaju em 1988, assumiu o mandato de deputado federal quando parlamentares assumiram como secretários de estado. Faleceu vítima de leucemia.